# Francis Kajiya
Francis Kajiya (Lusaka, 1954 - Ibídem, 28 de agosto de 2013) fue un futbolista profesional zambiano que jugaba como centrocampista. Fue el padre del también futbolista Collins Mbesuma.

## Biografía
Francis Kajiya debutó en 1974 como futbolista profesional a los 20 años de edad con el Green Buffaloes FC, equipo en el que jugó durante ocho temporadas. Con el club ganó cinco ligas de Zambia y cuatro Zambian Challenge Cup. Ya en 1982 fichó por el Ndola United FC, equipo en el que permaneció hasta 1987, año de su retiro como futbolista. Además Francis Kajiya jugó con la selección de fútbol de Zambia.
Francis Kajiya falleció el 28 de agosto de 2013 en su casa de Lusaka, a los 59 años de edad, tras una larga enfermedad.

## Clubes
| Club               | País   | Año         |
| ------------------ | ------ | ----------- |
| Green Buffaloes FC | Zambia | 1974 - 1982 |
| Ndola United FC    | Zambia | 1982 - 1987 |

## Palmarés
Green Buffaloes FC
- Primera División de Zambia (5): 1974, 1975, 1977, 1979 y 1981
- Zambian Challenge Cup (4): 1975, 1977, 1979 y 1981